# Louis Desurmont
Pour les articles homonymes, voir Desurmont.
François-Joseph-Louis Desurmont (7 décembre 1812, Tourcoing - 14 novembre 1877, Halluin) est un homme politique français.

## Biographie
D'une famille d'industriels, fils de Pierre Joseph Desurmont et de Célestine Joseph Chombart, propriétaire agriculteur à Marquillies, il a été membre du comité supérieur de l'instruction publique du département du Nord de 1838 à 1842.
Il fut élu, le 23 avril 1848, représentant du Nord à l'Assemblée constituante,.
Il ne fut pas réélu à l'Assemblée législative, et rentra dans la vie privée.

## Sources
- « Louis Desurmont », dans Adolphe Robert et Gaston Cougny, Dictionnaire des parlementaires français, Edgar Bourloton, 1889-1891 [détail de l’édition]